# パパゲーナ (小惑星)
パパゲーナ (471 Papagena) は、小惑星帯に位置する小惑星の一つ。
マックス・ヴォルフが発見し、モーツァルトのオペラ『魔笛』の登場人物にちなんで名づけられた。